# Felbertal

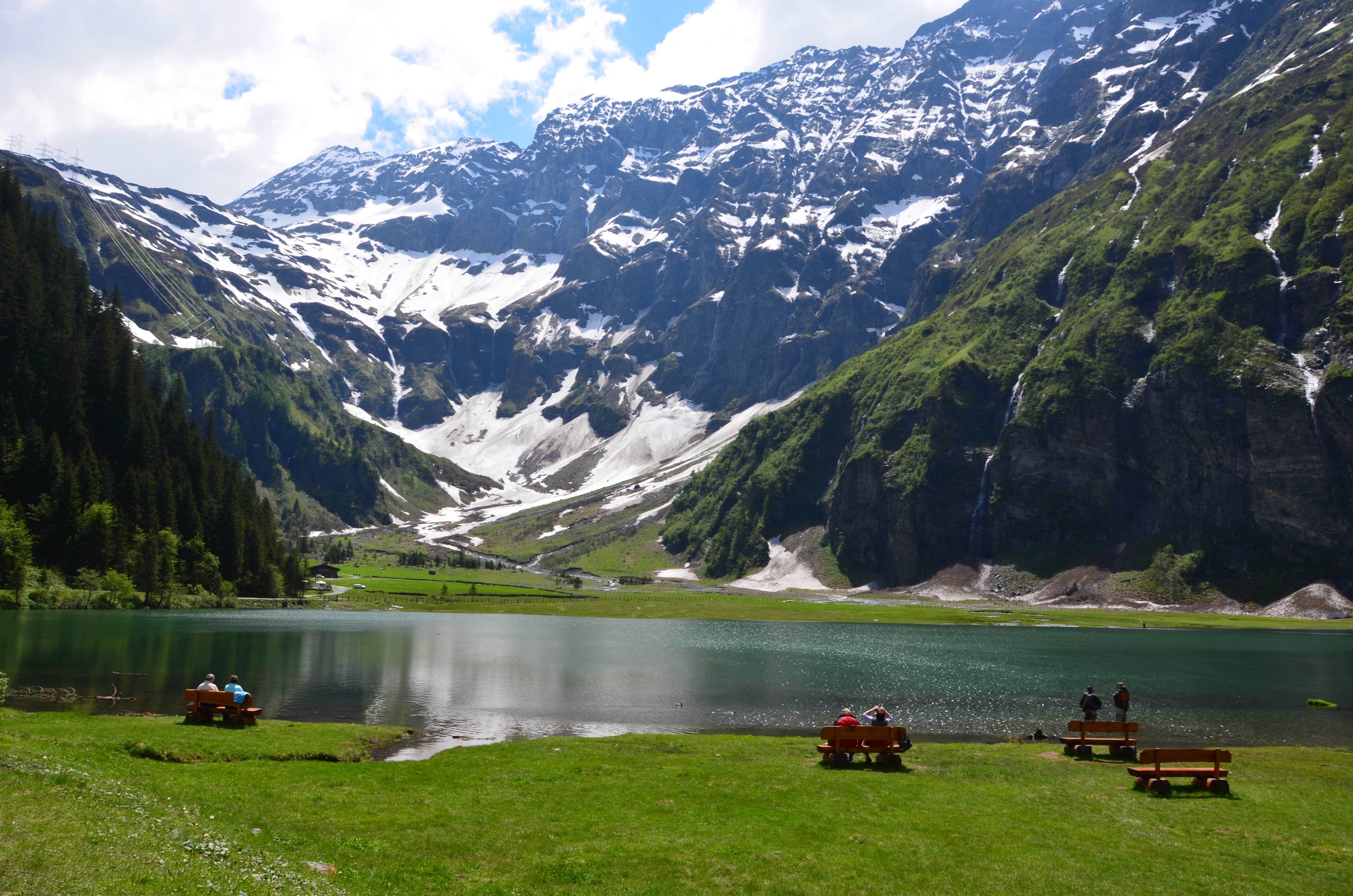
Hintersee im Felbertal

Das Felbertal ist ein almreiches Seitental des Salzachtales im Oberpinzgau (Salzburg).
Das Felbertal wurde vom Felber Bach geformt und reicht von Mittersill bis zum Felber Tauern, einem alten Passübergang. Der Name stammt vom Adelsgeschlecht der Herren von Felben. Der Altweg wird den Tauernbach entlanggeführt haben, heute unterquert die Felbertauernstraße den Pass im Seitental des Amerbachs.
In wirtschaftlicher Hinsicht bedeutend ist das Felbertal auch durch die Entdeckung in 1967 der bislang größte Scheelitlagerstätte Europas. Seit 1976 wird in der Lagerstätte Felbertal Scheelitführendes Erz zur Gewinnung von Wolfram durch die Wolfram Bergbau und Hütten AG (WBH AG) gefördert.
Seit 1967 verläuft die Transalpine Ölleitung durch das Tal, seit 1975 auch die 380-kV-Leitung vom Umspannwerk Tauern zum Umspannwerk Lienz.

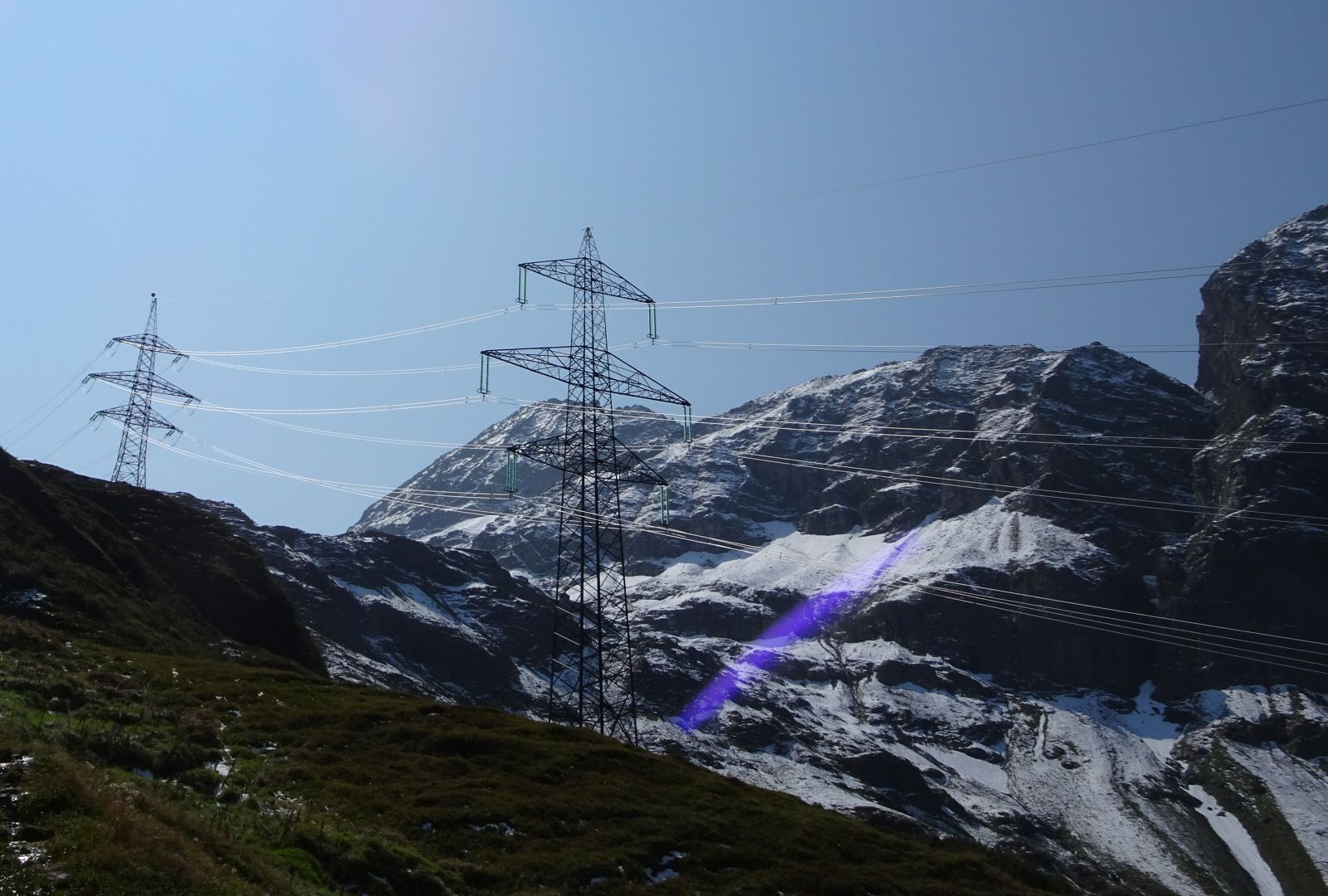
380-kV-Leitung im Felbertal

Im hinteren Bereich des Felbertals liegt in 1313 m Höhe der Hintersee. Dieses Naturdenkmal hat sich 1495 durch einen Bergsturz gebildet. Zum See führt ein Lehrpfad des Nationalparks Hohe Tauern, aber auch eine schmale Straße. Weitere Besonderheiten sind die Schößwendklamm, der Pembach-Wasserfall, der Schleierfall des Tauernbachs vom Geißstein am Hintersee, und die Karseen Plattachsee auf 2199 m im Felberbach-Talschluss, Langsee und Tauernsee (Obersee) im Tauernbach-Talschluss.
Der Hintersee ist auch Ausgangspunkt für Wanderungen zu den drei Karseen und weiter zur St. Pöltner Hütte des ÖAV auf dem Felber Tauern, von wo ein Steig auf den Tauernkogel (2988 m) führt. Die Schutzhütte ist Knotenpunkt für die alpinen Höhenwege St. Pöltner Ostweg und St. Pöltner Westweg, die am Alpenkamm weiter zum heutigen Berghotel Rudolfshütte und zur Neuen Prager Hütte führen.